# Construcciones Aeronáuticas
Construcciones Aeronáuticas S.A., més coneguda pel seu acrònim CASA, va ser una companyia espanyola especialitzada en la construcció i reparació d'aeronaus, fusionada en 2000 amb altres companyies en la companyia EADS (European Aeronautic Defence and Space Company, Companyia Europea de Defensa Aeroespacial).

## Història
La companyia va ser fundada el 2 de març de 1923, pel comandant i enginyer José Ortiz Echagüe amb un capital social d'1,5 milions de pessetes (9.000 €), a Getafe (Madrid), per la fabricació del Breguet 19, que havia d'equipar les forces aèries d'Espanya. El primer d'aquests avions es va entregar el 1927.
Posteriorment, el 1926, es va construir una nova factoria a Cadis per construir el Dornier Do J Super-Wall, i el primer i únic que va sortir es va batejar com Numancia, de quatre motors, per un projecte de volar fent la volta al món. Per continuar després amb els Wall normals de dos motors.
En 1928, amb l'experiència acumulada de les fabricacions anteriors, van començar la construcció d'un prototip d'avió lleuger, de disseny propi, anomenat CASA-1, que va volar per primer cop en 1929.
Durant la Guerra Civil Espanyola, les factories van sofrir una sèrie de trasllats, d'acord amb els moviments dels fronts. Així, tenim el trasllat de Getafe a Reus, per tornar a altre cop a Getafe, una vegada que va acabar la guerra. També es va obrir una nova factoria a Tablada (Sevilla), a on es van començar a fabricar sota llicència alemanya, una sèrie d'avions de la Segona Guerra Mundial.
Després de la davallada de la Guerra Civil Espanyola, el juny de 1943, l'INI, es fa càrrec d'un 33% de les accions de CASA, que va anant ampliant posteriorment. Mentre que la indústria aeronàutica girava al votant de CASA, per la construcció d'avions de transport, i que AISA ho feia en entrenadors bàsics, i Hispano Aviación ho feia en avions de combat.
El juny de 1944, va volar el primer Junkers Ju 52/3m, d'una sèrie de 170 avions sortits de la factoria de Getafe.
No va ser fins al 1946, que es va refer l'Oficina de Projectes, per a nous dissenys, on va començar el disseny de tres nous aparells de transports: l'Alcotán, l'Halcón i l'Azor.

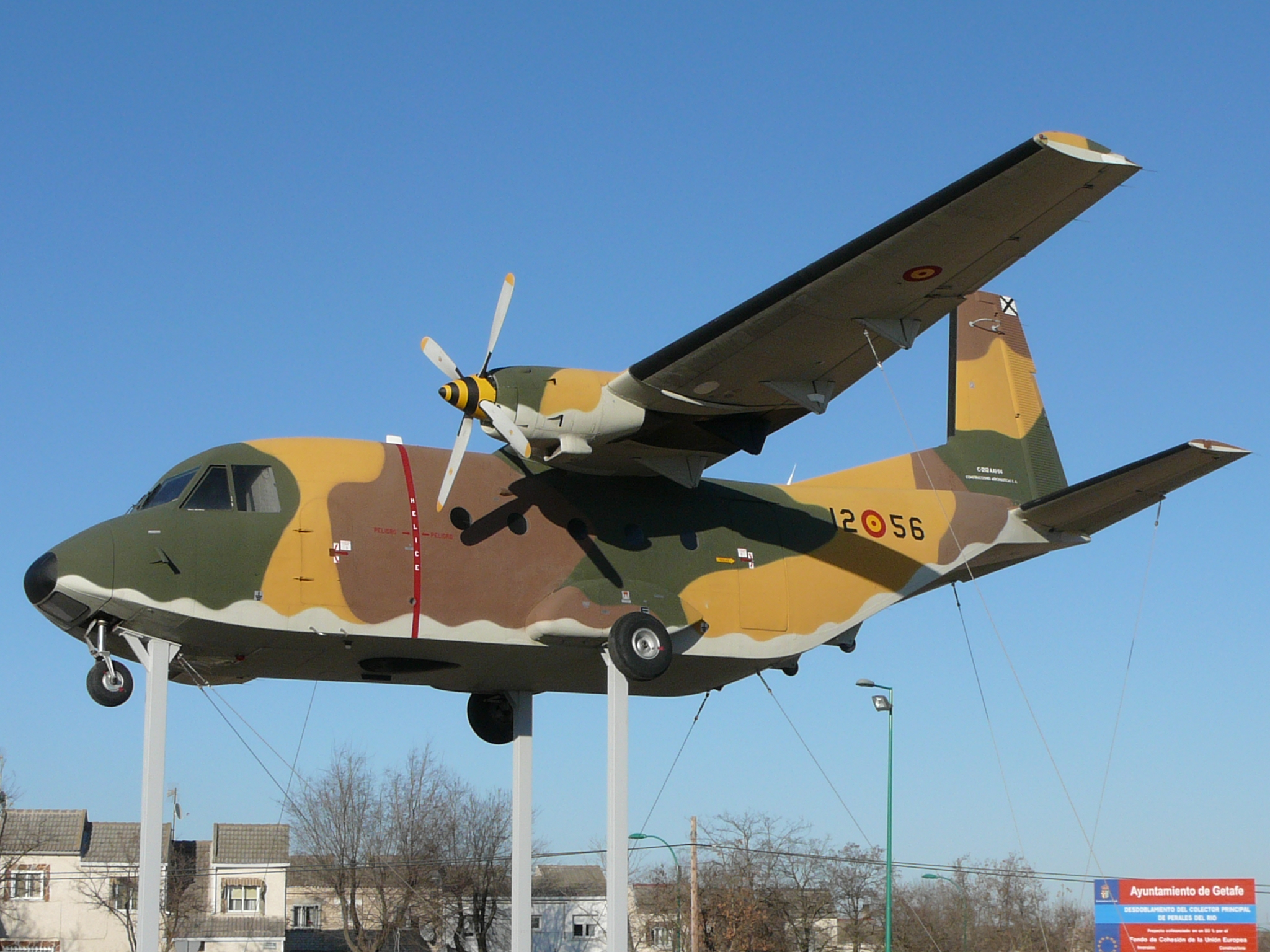
Casa C-212 Aviocar, un dels avions més venuts per l'empresa

El 1955 va firmar diversos contractes de manteniment dels avions de la Força Aèria dels Estats Units d'Amèrica, estacionats a Europa, com així també de l'Exèrcit de l'Aire Espanyol i l'Armada Espanyola. En el període comprès entre 1954 i 1982 passaren per les seves instal·lacions un total de 6.851 aparells.
Més endavant, i durant el transcurs de l'any 1962, va començar una diversificació de les col·laboracions amb diferents empreses, per a nous projectes, i començant l'interès i desenvolupament de la branca espacial. D'aquesta època són les col·laboracions amb Dassault pel HFB-320 Hansajet i el projecte Mercure, i amb Sud-Aviation (avui Aerospatiale) per a projectes espacials europeus.
També el mateix any, la companyia americana Northrop, es va convertir en accionista de CASA, ja que s'havia arribat a l'acord de fabricar 70 caces F-5 per a l'Exèrcit de l'Aire. El primer F-5 va sortir de la factoria de Getafe, el 22 de maig de 1969.
L'INI, va obtenir la majoria d'accions el 1971, i absorbí la companyia Hispano Aviación, i un any més tard la fàbrica de motors ENMASA. Així, quedà concentrat el sector aeronàutic en CASA. Un any després, es va incorporar al grup d'interès econòmic Airbus Industrie.
El 1973 es va fusionar amb l'empresa Elizalde, S.A i posteriorment es va arribar a un acord amb Indonèsia, per la fabricació en aquest país, del CASA C-212, model que havia sorgit un any abans. Aquest model ha estat un dels més representatius, ja que va arribar a unes vendes de més de 450 aparells. També és d'aquesta època la col·laboració amb el programa Ariane i la posada en funcionament del centre d'assajos de bateries espacials ESTEC.
A requeriments de l'Exèrcit de l'Aire, i devers el 1975 va començar el desenvolupament de l'entrenador bàsic avançat C-101, que posteriorment es va concedir llicència de fabricació i intercanvi tecnològic amb Xile.
En començar els anys 80 i juntament amb l'Industri Pesawat Terbang Nusantara d'Indonèsia, es va desenvolupar el C-235, turbohèlix de transport tàctic i patrulla marítima. També va formar part de variats grups industrials com Airbus, Eurofighter, Arianespace, a més de dissenyar i fabricar seccions d'avió per altres companyies.
McDonnell Douglas i CASA van firmar un acord el 1993 per fer el muntatge final i la prova de 8 avions Harrier II Plus, que havia adquirit l'Armada Espanyola. La primera unitat volà el 1995. Quant al primer Eurofighter espanyol, el DA6, va volar el 31 d'agost de 1996, i dos anys més tard s'acordà la fabricació dels avions.
Es va anunciar el llançament del nou avió C-295, desenvolupat ja dintre el projecte EADS (European Aeronautic Defence and Space Company) en 1997, sent el primer client l'Exèrcit de l'Aire. Dit consorci no es va constituir amb la firma de l'acord el 2 de desembre de 1999 de les companyies DASA (Alemanya), Aérospatiale Matra (França) i CASA. Que no va ser efectiu fins a juliol del 2000.

## Models fabricats

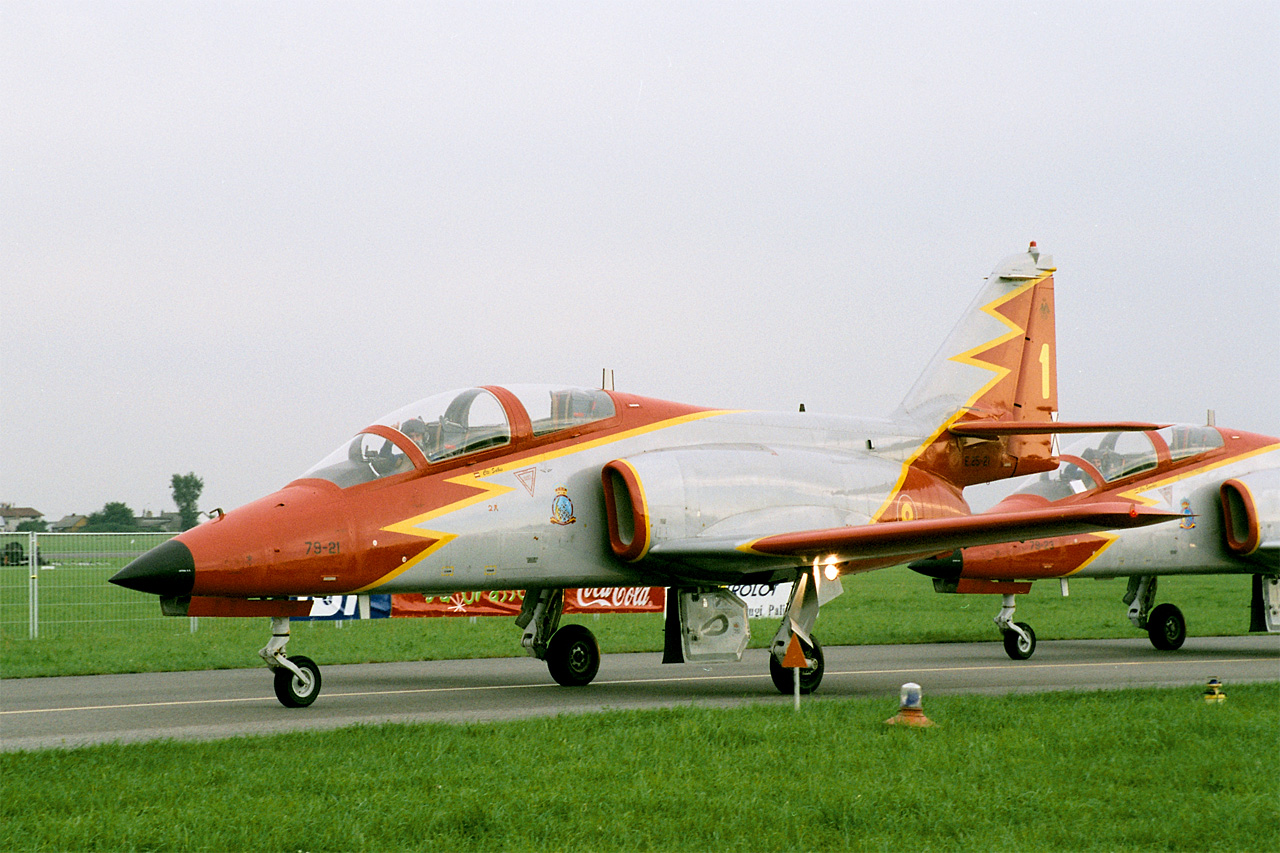
C-101 Aviojet de la Patrulla Águila aterrant durant una exhibició aèria a Polònia l'any 2005.

### Disseny Propi
- CASA III
- CASA C-201 Alcotán
- CASA C-202 Halcón
- CASA C-207 Azor
- CASA C-212 Aviocar
- CASA C-101 Aviojet
- CASA CN-235
- CASA C-295

Es queden sense figurar altres projectes que no van veure la llum, per diverses raons.

### Sota Llicència
- Breguet 19
- Dornier Do J ”Wall”
- Vickers Vildebeest
- Polikarpov I-15
- Gotha Go 145A / CASA 1.145
- Bücker Bü 131 "Jungmann"
- Bücker Bü 133 "Jungmeister"
- Junkers Ju 52/3m / CASA 352 L

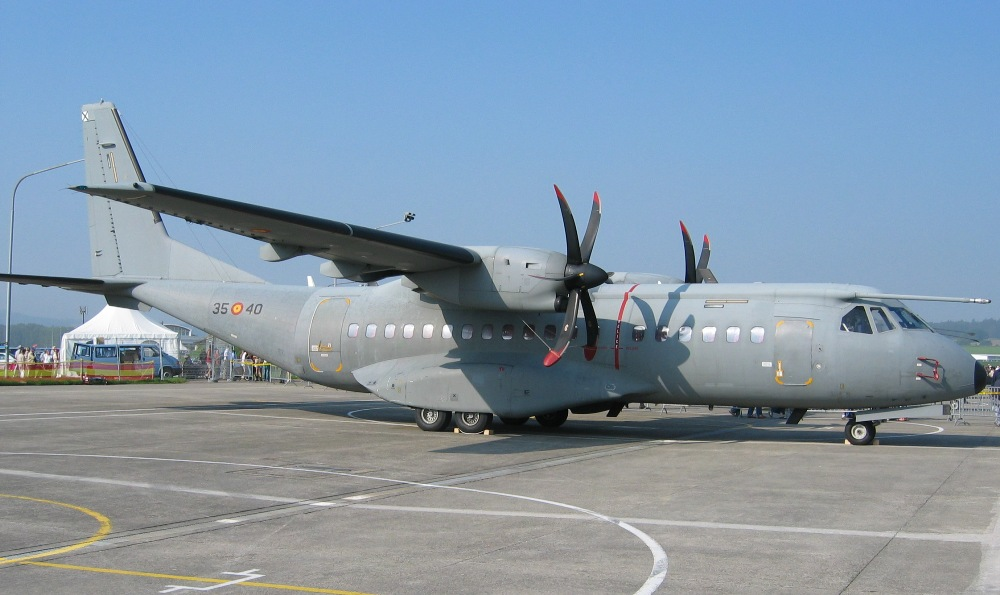
El CASA C-295 el darrer projecte dut a terme per l'empresa

- Heinkel He 111H-2 /CASA 2.111 "Pedro"
- Dornier Do 27
- MBB 223 "Flamingo" / CASA 223 "Flamingo"
- Northrop F-5A, F-5B, RF-5A
- MBB Bo 105